# Rafał Strączek
Rafał Strączek (ur. 12 lutego 1999 w Jarosławiu) – polski piłkarz, grający na pozycji bramkarza w GKS-ie Katowice.
10 grudnia 2021 w meczu przeciwko Bruk-Betowi Termalica Nieciecza obronił dwa rzuty karne, stając się pierwszym zawodnikiem, który tego dokonał w Ekstraklasie w XXI wieku.